# Тарсикія
Тарси́кія Романівна Ма́цьків  (23 березня 1919, Ходорів — 18 липня 1944, Кристинопіль) — монахиня Згромадження Сестер Служебниць Непорочної Діви Марії, преподобномучениця УГКЦ.

## Життєпис
Блаженна сестра Тарсикія (Ольга) Мацьків народилася 23 березня 1919 у місті Ходорів Львівської області. Хрестили та миропомазали 6 квітня 1919. 3 травня 1938 р. вступила до Згромадження Сестер Служебниць Непорочної Діви Марії. Після складення перших обітів 5 листопада 1940 р., працювала в монастирі.
Батько - Роман Мацьків походив з Дегови, мати - Марія Кука з села Залізці.
Ще перед наступом більшовиків сестра склала обіти на руки свого духовного провідника о. Володимира Ковалика, ЧСВВ, що жертвує своє життя за навернення Росії, а також за Католицьку Церкву.
18 липня 1944 р. більшовики мали намір знищити монастир. Зранку, о 8 годині, радянський автоматник без попередження застрелив сестру Тарсикію, коли вона перебувала на фірті, поспішаючи на голос дзвінка відчинити монастирську браму.

## Вшанування
Обряд беатифікації відбувся 27 червня 2001 р. у м. Львові під час Святої Літургії у візантійському обряді за участі Івана Павла ІІ. Похована блаженна преподомномучениця на Личаківському кладовищі разом з іншими сімома своїми співсестрами. Їхня спільна могила знаходиться на 21-му полі.
18 липня 2007 року мощі блаженної Тарсикії були урочисто перенесені до Катедрального храму м. Стрия для урочистого почитання, а опісля, у вересні 2007 року — їх перенесли до м. Ходорів, де вони знаходяться дотепер в храмі святих безсрібників Косми і Дам'яна.